# Charles Pratt, 1. hrabě z Camdenu
Charles Pratt, 1. hrabě z Camdenu (Charles Pratt, 1st Earl of Camden, 1st Viscount Bayham, 1st Baron Camden) (21. března 1714, Londýn, Anglie – 18. dubna 1794, Londýn, Anglie) byl britský politik, právník, spisovatel a velkostatkář. Od mládí se uplatňoval jako prosperující advokát, později zastával vysoké funkce v justici, v letech 1766–1770 byl lordem kancléřem. Poté byl řadu let v opozici proti vládě a podporoval emancipační snahy kolonií v severní Americe. Svou kariéru završil jako dlouholetý lord prezident Tajné rady (1784–1794). Mezitím postupoval ve šlechtické hierarchii, od roku 1765 byl jako baron členem Sněmovny lordů, v roce 1786 získal titul hraběte.

## Životopis

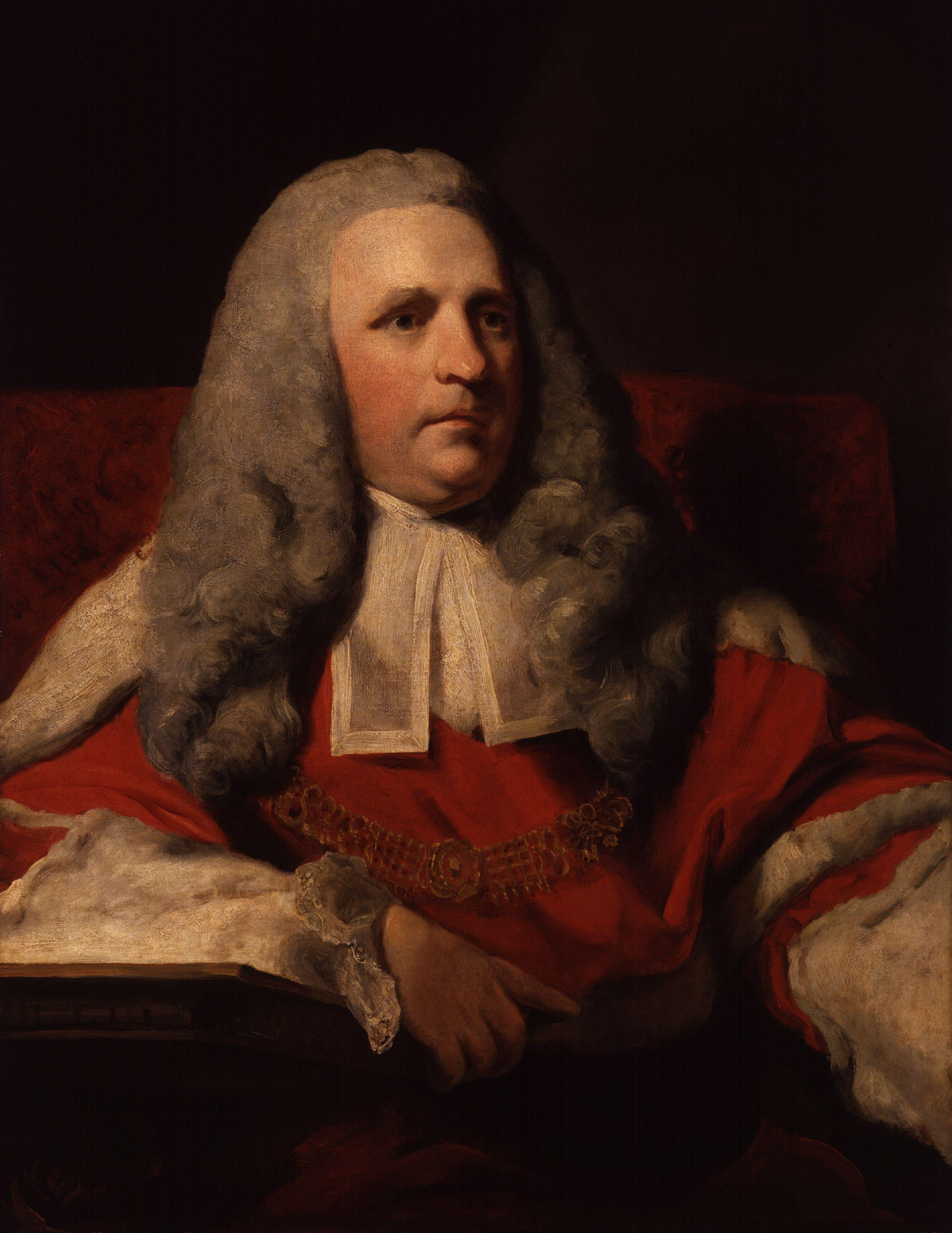
Portrét od Joshuy Reynoldse (Národní portrétní galerie v Londýně)

Pocházel ze starobylé rodiny usazené v hrabství Devonshire, narodil se jako mladší syn z druhého manželství Sira Johna Pratta (1657–1725), lorda nejvyššího sudího (Lord Chief Justice of England and Wales). Studoval v Etonu a na univerzitě v Cambridge, od roku 1738 působil jako právník. V roce 1742 byl zvolen členem Královské společnosti a v roce 1755 se stal královským justičním radou (King's Counsel). Prosadil se jako úspěšný advokát a v letech 1757–1762 byl poslancem Dolní sněmovny. Jako chráněnec Williama Pitta se v této době zároveň začal uplatňovat na vysokých postech v justiční sféře.
Krátce byl právním zástupcem prince waleského (1756–1757) a v letech 1757–1762 byl korunním právním zástupcem (attorney general), od roku 1759 byl také soudcem v Bathu. V roce 1762 byl jmenován členem Tajné rady a téhož roku byl povýšen do šlechtického stavu s nárokem na titul Sir. V letech 1762–1766 zastával funkci lorda nejvyššího sudího pro věci trestní a civilní (Chief Justice of the Common Pleas). Mezitím byl v roce 1765 povýšen na barona a stal se členem Sněmovny lordů. V letech 1766–1770 zastával funkci lorda kancléře, poté byl v dlouholeté opozici proti vládě lorda Northa a více než právem se v té době zabýval politikou, především v otázce vztahu ke koloniím v severní Americe. Po pádu Northovy vlády se stal lordem prezidentem Tajné rady (1782–1783), tuto funkci pak vykonával deset let ve vládě Williama Pitta mladšího (1784–1794). Mezitím v roce 1786 získal titul hraběte z Camdenu.
Charles Pratt byl svými současníky označován jako vynikajicí právník, uplatnil se také jako spisovatel v oboru právních dějin. Mezi jeho soukromé zájmy patřila hudba a divadlo. Během americké války za nezávislost proslul jako příznivec emancipačních snah severoamerických kolonií (již v roce 1766 jako jeden z mála ve Sněmovně lordů hlasoval proti kolkovému zákonu). Z tohoto důvodu v již samostatných USA bylo po něm koncem 18. století pojmenováno několik nově založených měst.

## Rodina a majetek

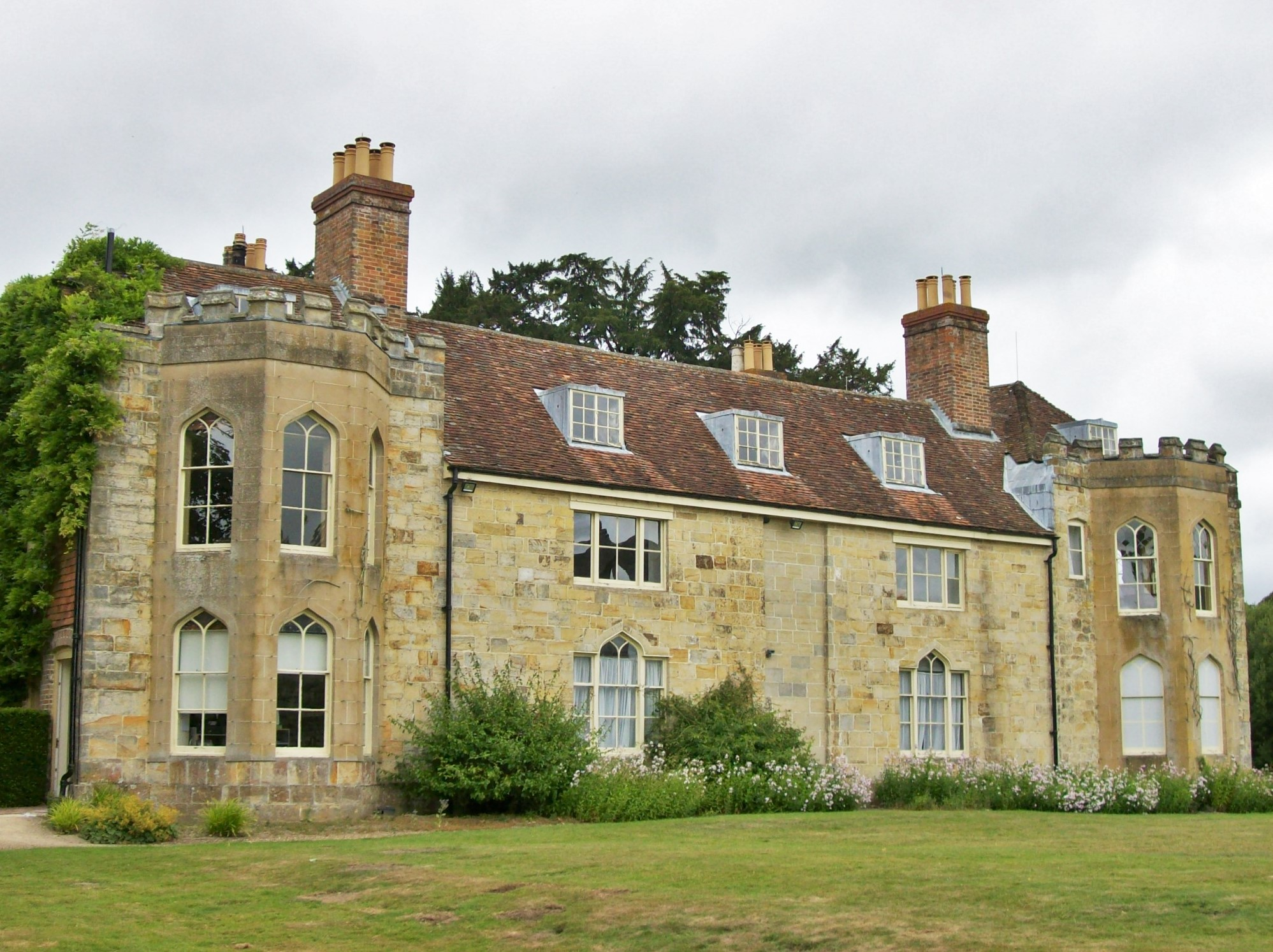
Zámek Bayham Abbey House (hrabství Kent), hlavní rodové sídlo v letech 1714-1961

Po otci byl dědicem panství Bayham v hrabství Kent jižně od Londýna. Panství koupil Sir John Pratt v roce 1714 a poblíž zřícenin starého kláštera byl později postaven zámek Bayham Old Abbey, který byl majetkem rodiny do roku 1961. Od názvu tohoto panství byl odvozen titul vikomta Bayhama, který byl součástí šlechtické titulatury Prattů. Charles Pratt získal sňatkem pozemky Camden Place, taktéž v hrabství Kent severně od Londýna. Od tohoto názvu byly později odvozeny tituly hrabat a markýzů z Camdenu. V této lokalitě Pratt rozšiřoval svůj majetek a od roku 1791 začal pronajímat pozemky pro vznik nové rezidenční čtvrti. Camden je jako městská čtvrť od roku 1965 součástí Velkého Londýna a do svého městského znaku převzala část erbovního znamení rodiny Prattů.
V roce 1749 se v Londýně oženil s Elizabeth Jeffreysovou (1725–1779), dcerou Nicholase Jeffreyse ze statkářské rodiny z Walesu. Z jejch manželství pocházelo šest dětí, dědicem titulů se stal jediný syn John Jeffreys Pratt (1759–1840), který během dlouholeté kariéry zastával několik funkcí ve státní správě, byl mimo jiné místokrálem v Irsku nebo ministrem kolonií a v roce 1812 byl povýšen na markýze. Dcera Frances (1751–1833) byla manželkou bohatého irského šlechtice 1. markýze z Londonderry. Z jejich potomstva vynikl generál a diplomat napoleonských válek Charles Stewart, 3. markýz z Londonderry (1778–1854).
Charlesův o generaci starší nevlastní bratr z otcova prvního manželství John Pratt (1685–1770) byl v letech 1741–1747 poslancem Dolní sněmovny.